# إشاوين (بني جميل)
إشاوين هي إحدى مشيخات المملكة المغربية، تتبع جغرافيا لإقليم الحسيمة وإداريًا لبني جميل. يقدر عدد سكانها بـ 1869 نسمة حسب الإحصاء الرسمي للسكان والسكنى لسنة 2004.